# Périssoires (Caillebotte, Washington)
Pour les articles homonymes, voir Périssoires.
Périssoires est un tableau réalisé par le peintre français Gustave Caillebotte en 1877. Cette huile sur toile représente plusieurs rameurs évoluant en périssoire sur un cours d'eau en direction du spectateur. Montrée à la quatrième exposition impressionniste en 1879 à Paris, l'œuvre est aujourd'hui conservée à la National Gallery of Art, à Washington, aux États-Unis.